# Dänischer Fußballpokal 1993/94
Der Dänische Fußballpokal 1993/94 (unter Sponsorenschaft auch BG Bank Cup) war die 40. Austragung des dänischen Pokalwettbewerbs der Männer. Er wurde vom dänischen Fußballverband ausgetragen. Das Finale fand traditionell am Himmelfahrtstag (12. Mai 1994) im Parken von Kopenhagen statt. Pokalsieger wurde Brøndby IF, der sich im Finale gegen Næstved BK durchsetzte.
Das Halbfinale wurde in Hin- und Rückspiel entschieden. In den anderen Runden wurden die Begegnungen in einem Spiel ausgetragen. Bei unentschiedenem Ausgang wurde zur Ermittlung des Siegers eine Verlängerung gespielt. Stand danach kein Sieger fest, folgte ein Elfmeterschießen.

## 1. Runde
Es nahmen 46 Mannschaften von der 3. Division abwärts und 2 Teams aus der 2. Division 1992/93 teil.
|                         | Ergebnis              |                     |
| ----------------------- | --------------------- | ------------------- |
| Ammitsbøl/Jerlev IF     | 0:2                   | Skive IK            |
| Bramming BK             | 5:1                   | IK Skovbakken       |
| Christianshavns IK      | 2:5                   | Taarbæk IF          |
| Dragør BK               | 3:0                   | B 1921 Nykøbing     |
| Døllefjelde-Musse IF    | 4:7                   | FK Prespa           |
| Esbjerg IF 92           | 2:1                   | Lemvig GF           |
| Herlufsholm GF          | 4:3                   | Holbæk B&I          |
| Herning KFUM            | 1:1 n. V. (5:4 i. E.) | Egebjerg IF         |
| Kolding BK              | 3:0                   | Allested U&IF       |
| Kolding IF              | 0:2                   | Struer BK           |
| BK Marienlyst           | 1:3                   | Asaa BK             |
| Nødebo IF               | 1:6                   | Albertslund IF      |
| Roskilde BK             | 3:4                   | Humlebæk BK         |
| Ryvang FC               | 1:3                   | Valby BK            |
| Sankt Klemens Fangel IF | 7:4                   | Lindholm IF         |
| Slagelse B&I            | 1:3                   | IF Skjold Birkerød  |
| Sundby BK               | 4:0                   | Maribo BK           |
| Tuse Næs BK             | 0:5                   | Gentofte-Vangede IF |
| Taars-Ugilt IF          | 3:2                   | Dalum IF            |
| Tårup IF                | 4:5 n. V.             | Køge BK             |
| IK Viking Rønne         | 0:1                   | Avedøre IF          |
| Vivild IF               | 3:2 n. V.             | Aarup BK            |
| Vorup Frederiksberg BK  | 4:1                   | Aarhus Fremad       |
| Aabenraa BK             | 3:1                   | Aalborg Freja       |

## 2. Runde
Teilnehmer waren die 24 Sieger der ersten Runde und 16 Mannschaften der 2. Division 1992/93 West und Ost.
|                     | Ergebnis  |                         |
| ------------------- | --------- | ----------------------- |
| Albertslund IF      | 2:5 n. V. | Kastrup BK              |
| Asaa BK             | 1:2       | Randers SK Freja        |
| BK Avarta           | 1:0       | Herlufsholm GF          |
| FC Fredericia       | 1:3 n. V. | Haderslev FK            |
| Frederikshavn fI    | 3:0 n. V. | Aabenraa BK             |
| Gentofte-Vangede IF | 1:2       | Hvidovre IF             |
| Herlev IF           | 5:1       | Taarbæk IF              |
| Herning Fremad      | 0:1       | Holstebro BK            |
| Herning KFUM        | 1:4       | Esbjerg IF 92           |
| Hellerup IK         | 4:1       | Avedøre IF              |
| Humlebæk BK         | 0:3       | AB Gladsaxe             |
| Køge BK             | 9:4       | Dragør BK               |
| Nørre Aaby IK       | 5:3       | Kolding BK              |
| Roskilde BK         | 1:3       | IF Skjold Birkerød      |
| Skive IK            | 5:0       | Bramming BK             |
| Struer BK           | 1:0       | Sankt Klemens Fangel IF |
| Sundby BK           | 2:1       | FK Prespa               |
| Taars-Ugilt IF      | 1:0       | Vorup Frederiksberg BK  |
| Valby BK            | 1:3       | Skovshoved IF           |
| Vivild IF           | 0:5       | Svendborg fB            |

## 3. Runde
Teilnehmer: Die 20 Sieger der zweiten Runde, fünf Teams der 2. Division 1992/93, sowie sieben Vereine aus der 1. Division 1992/93.
|                    | Ergebnis              |                  |
| ------------------ | --------------------- | ---------------- |
| B.93 Kopenhagen    | 4:1                   | Kastrup BK       |
| IF Skjold Birkerød | 0:1                   | BK Avarta        |
| Esbjerg fB         | 1:0                   | Esbjerg IF 92    |
| Frederikshavn fI   | 3:5 n. V.             | Svendborg fB     |
| Fremad Amager      | 3:1 n. V.             | Ølstykke FC      |
| Haderslev FK       | 6:5 n. V.             | B 1913 Odense    |
| Helsingør IF       | 2:1 n. V.             | Skovshoved IF    |
| Herfølge BK        | 5:0                   | Vanløse IF       |
| Herlev IF          | 2:0                   | Hvidovre IF      |
| Hellerup IK        | 0:1 n. V.             | Skive IK         |
| Holstebro BK       | 2:1                   | Vejle BK         |
| Køge BK            | 2:5                   | Brønshøj BK      |
| Nørresundby BK     | 1:0                   | Randers SK Freja |
| Nørre Aaby IK      | 2:1                   | Horsens fS       |
| Struer BK          | 5:0                   | Taars-Ugilt IF   |
| Sundby BK          | 0:0 n. V. (8:9 i. E.) | AB Gladsaxe      |

## 4. Runde
Teilnehmer: Die 16 Sieger der dritten Runde, die zwei besten Teams in der Frühlingsserie der 1. Division 1993, sowie sechs Vereine der Superliga 1992/93.
|                 | Ergebnis  |                    |
| --------------- | --------- | ------------------ |
| AB Gladsaxe     | 1:0       | Svendborg fB       |
| Aarhus GF       | 10:10     | Haderslev FK       |
| B 1909 Odense   | 2:1       | Herlev IF          |
| B.93 Kopenhagen | 1:4       | Skive IK           |
| Brønshøj BK     | 1:3       | Struer BK          |
| Helsingør IF    | 0:6       | Esbjerg fB         |
| Herfølge BK     | 5:2       | Viborg FF          |
| Holstebro BK    | 5:2       | BK Avarta          |
| Ikast FS        | 0:2       | Fremad Amager      |
| Nørresundby BK  | 1:4 n. V. | Næstved BK         |
| Nørre Aaby IK   | 2:4       | Lyngby BK          |
| Silkeborg IF    | 3:1       | BK Frem Kopenhagen |

## 5. Runde
Teilnehmer: Die 12 Sieger der vierten Runde und die besten vier Vereine der Superliga 1992/93.
|               | Ergebnis |               |
| ------------- | -------- | ------------- |
| Aarhus GF     | 6:2      | Herfølge BK   |
| B 1909 Odense | 3:0      | FC Kopenhagen |
| Brøndby IF    | 2:1      | Odense BK     |
| Fremad Amager | 5:3      | Skive IK      |
| Lyngby BK     | 5:3      | Esbjerg fB    |
| Næstved BK    | 6:0      | Struer BK     |
| Silkeborg IF  | 8:1      | Holstebro BK  |
| Aalborg BK    | 2:1      | AB Gladsaxe   |

## Viertelfinale
Teilnehmer: Die 8 Sieger der vierten Runde.
|              | Ergebnis              |               |
| ------------ | --------------------- | ------------- |
| Lyngby BK    | 3:3 n. V. (1:4 i. E.) | Aarhus GF     |
| Næstved BK   | 3:1                   | Fremad Amager |
| Silkeborg IF | 4:0                   | B 1909 Odense |
| Aalborg BK   | 0:3                   | Brøndby IF    |

## Halbfinale
|            | Gesamt |              | Hinspiel | Rückspiel |
| ---------- | ------ | ------------ | -------- | --------- |
| Brøndby IF | 9:1    | Aarhus GF    | 6:0      | 3:1       |
| Næstved BK | 5:3    | Silkeborg IF | 2:0      | 3:3       |

## Finale
| Paarung        | Brøndby IF – Næstved BK |
| Ergebnis       | 0:0 n. V., 3:1 i. E. |
| Datum          | 12. Mai 1994 |
| Stadion        | Parken, Kopenhagen |
| Zuschauer      | 27.069 |
| Schiedsrichter | Lars Gerner |
| Tore           | Elfmeterschießen: Jes Høgh 0:1 Anders Bjerre 1:1 Kim Daugaard Michael Nonbo Ole Puggaard 2:1 Kim Vilfort Søren Juel 3:1 Brian Jensen Frank Hougaard                                                                                                 |
| Brøndby IF     | Mogens Krogh – Dan Eggen (98. Ole Puggaard), Jes Høgh, Marc Rieper – Kim Vilfort, Jens Risager, Jesper Christensen (46. Kim Daugaard), Brian Jensen – Ole Bjur, Mark Strudal, Thomas Thøgersen Cheftrainer: Ebbe Skovdahl                           |
| Næstved BK     | Claus Fallentin – Max Petersen, Anders Bjerre, Nicolai Wael, Christian Bank – Jørgel Juul Jensen, Lars Jakobsen (99. Michael Nonbo), Frank Hougaard, Søren Juel Kristensen (68. Henrik Frimann) – Alex Nielsen, Søren Juel Cheftrainer: Peter Bonde |